# Marj al-Sultan
Marj al-Sultan (tiếng Ả Rập: مرج السلطان, cũng đánh vần Marj Sultan) là một ngôi làng ở miền nam Syria, một phần hành chính của Tỉnh bang Dimashq, nằm cách thành phố Damascus 15 km về phía đông. Ngôi làng nằm ở vùng Ghouta màu mỡ giữa một khu vực đầy vườn cây. Các địa phương lân cận bao gồm Harasta al-Qantarah và Zabdin ở phía tây, al-Nashabiyah ở phía bắc, al-Bilaliyah ở phía đông, Deir Salman ở phía đông nam, Sakka ở phía nam và Deir al-Asafir ở phía tây nam.
Theo Cục Thống kê Trung ương Syria, Marj al-Sultan có dân số 1.860 người trong cuộc điều tra dân số năm 2004. Năm 2012, dân số được ước tính là 2.500 người. Cư dân của nó chủ yếu là thành viên của cộng đồng Circassian của Syria.

## Lịch sử

### Thành lập trong thời kỳ Ottoman
Marj al-Sultan được thành lập năm 1877-1878 của một số 25 Circassian gia đình tị nạn, chủ yếu là từ Abzakh và Shapsugh bộ lạc, từ Anatolia mà giải quyết trong khu vực đã được hỗ trợ bởi Ottoman cơ quan chức năng. Nhóm người Circassian này đã đến Anatolia (Thổ Nhĩ Kỳ ngày nay) sau khi được di dời khỏi Bulgaria, nơi đây là nơi ẩn náu của người Circassia sau khi họ bị buộc rời khỏi quê hương của họ ở Kavkaz vào năm 1864 bằng cách xâm lược lực lượng Nga. Họ đến Marj al-Sultan qua tuyến đường bộ qua Aleppo và Homs ở phía bắc Syria. Thống đốc tỉnh Damascus lúc bấy giờ, Medhat Pasha, rất thích người Circassian, bản thân ông có vợ là người Circassian, đề nghị cư dân người Circassian ở ngoại ô thành phố Damascus của Diwaniyyah và Muhajirun, nhưng họ từ chối chọn cư trú ở Marj al-Sultan và vùng Cao nguyên Golan. Các cựu có rất nhiều trong suối nước, cây cối và các khu vực cỏ.
Ngôi làng mới thành lập được xây dựng theo kế hoạch và có tổ chức và sau đó sẽ phát triển thành một khu định cư, Ban đầu, người ta đã quyết định rằng phần phía đông nam của ngôi làng sẽ là nơi cư trú, nhưng dân làng quyết định xây dựng ở phần phía tây sau khi phát hiện ra một nghĩa trang La Mã cũ. Người Circassian đã xây những ngôi nhà gạch adobe nhỏ, một tầng với mái lợp bằng gỗ cây dương. Họ được tổ chức theo cách tương tự, tất cả đều trực tiếp ra đường. Chỉ có ba trong số những ngôi nhà, thuộc về những người đứng đầu bộ lạc, có hai tầng, tầng trên cùng có một phòng để ở cho khách. Năm 1879, một nhà thờ Hồi giáo được xây dựng ở khu phố Shapsugh của làng.
Vùng đất từng là tài sản của Quốc vương Abdul Hamid I, do đó có tên Marj al-Sultan ("Đồng bằng của Quốc vương".) Chính tại đây, sultan đã có 3.000 con ngựa quân đội của mình gặm cỏ trong mùa xuân và mùa thu. Chính phủ đã phân phát một cặp gia súc, một cặp bò, gia cầm, thực phẩm và lều cho mỗi gia đình. Ngôi làng phát triển thịnh vượng và trở thành điểm trung chuyển cho người Circassia trước khi di cư đến Cao nguyên Golan và Transjordan và cho những người đi công tác ở Damascus, Homs và Aleppo. Thế hệ thứ hai của người Syria theo đuổi các cơ hội giáo dục tốt hơn ở Damascus và dân số của Marj al-Sultan giảm dần.

### Kỷ nguyên hiện đại
Trong cuộc nổi dậy Syria vĩ đại (1925, 27) chống lại sự chiếm đóng của Pháp, cư dân của Marj al-Sultan đã chọn không tham gia cuộc nổi dậy. Ngôi làng bị tấn công đôi khi trong cuộc nổi dậy. Mặc dù các cuộc đụng độ giữa người dân và các bộ lạc Bedouin phi thường hơn trong khu vực sẽ xảy ra theo định kỳ, nhưng nhìn chung vẫn có những thỏa thuận kéo dài giữa các phe phái. Cuộc đụng độ lớn cuối cùng đã nổ ra vào năm 1954, sau khi Syria độc lập, khi khoảng 2.000 bộ lạc Bedouin đã phát động một cuộc đột kích chống lại Marj al-Sultan, lúc đó có tổng dân số 350 người. Dân làng, hầu hết trong số họ có kỹ năng giỏi về súng, đã tìm cách chống lại Bedouin. Năm 1951, một thư viện công cộng đã được xây dựng trong làng và trước đó, Câu lạc bộ Nông thôn Marj al-Sultan được thành lập, đây là thư viện đầu tiên được xây dựng ở các vùng nông thôn xung quanh Damascus.
Phiến quân tìm cách lật đổ chính quyền Bashar al-Assad đã trú ẩn tại Marj al-Sultan vào tháng 11 năm 2012, trong cuộc nội chiến Syria đang diễn ra bắt đầu vào tháng 3 năm 2011. Các lực lượng chính phủ sau đó đã bắn phá ngôi làng và toàn bộ dân chúng đã chạy trốn khỏi bạo lực. Hầu hết hướng về thị trấn Qudsaya ở ngoại ô Damascus hoặc quận Rukn al-Din của thành phố, cả hai khu vực đều được người dân Circassian chiếm đóng. Các cuộc đụng độ tháng 11 đã dẫn đến việc phá hủy từ 10 đến 15 ngôi nhà, theo các nhân chứng địa phương. Con số thương vong không được xác định. Vào ngày 25 tháng 11, phiến quân tuyên bố đã chiếm được căn cứ không quân quân sự liền kề, còn được gọi là Marj al-Sultan, từ các lực lượng chính phủ. Đài quan sát nhân quyền Syria, một nhóm hoạt động đối lập ghi lại cuộc xung đột, đã xác nhận tuyên bố của phiến quân. Họ đã kiểm soát các khu vực xung quanh nhiều tháng trước khi chiếm được căn cứ. Fawaz Tello, một nhà vận động ủng hộ phe đối lập, tuyên bố vụ bắt giữ dường như là một nỗ lực của phiến quân nhằm cắt đứt Damascus khỏi sân bay quốc tế Damascus cũng như từ Aleppo. Căn cứ không quân tại Marj al-Sultan được báo cáo là đã bị quân đội của chính phủ Syria bắt lại vào thứ Hai ngày 14 tháng 12 năm 2015.